# Bulborogas compressifemur
Bulborogas compressifemur är en stekelart som beskrevs av Van Achterberg 1995. Bulborogas compressifemur ingår i släktet Bulborogas och familjen bracksteklar. Inga underarter finns listade.